# Ludvík Černý
Ludvík Černý (16. srpna 1920 Praha – 12. září 2003 Praha) byl český a československý politik Komunistické strany Československa, primátor hlavního města Prahy v době pražského jara a poslanec České národní rady a Sněmovny národů Federálního shromáždění na počátku normalizace.

## Biografie
Vystudoval reálku a kurz Vysoké školy ekonomického inženýrství na ČVUT. Působil v různých ekonomických a manažerských funkcích. Řadu let zasedal jako poslanec a předseda plánovací komise v Národním výboru hlavního města Prahy. Zasedal v Městském výboru KSČ. Od roku 1960 byl jedním ze dvou náměstků primátora. 29. června 1964 se stal primátorem Prahy. Na této pozici se mu podařilo po létech zanedbávání zvýšit finanční dotace hlavnímu městu a zahájit řadu velkých investičních akcí, především výstavbu pražského metra.
Po federalizaci Československa usedl v lednu 1969 do Sněmovny národů Federálního shromáždění. Do funkce ho nominovala Česká národní rada, kde rovněž zasedal. Ve federálním parlamentu setrval do konce funkčního období, tedy do voleb roku 1971.
V období pražského jara se výrazněji politicky neangažoval, po zahájení normalizace však na vlastní žádost z postu primátora odešel. Do odchodu na penzi pak pracoval jako předseda Československé obchodní komory.
V červnu 1985 mu byl propůjčen Řád Vítězného února.